# Limnophilaspis
Limnophilaspis is een ondergeslacht van het geslacht van insecten Austrolimnophila binnen de familie steltmuggen (Limoniidae).

## Soorten
Deze lijst van 2 stuks is mogelijk niet compleet.
- A. (Limnophilaspis) brevisetosa (Alexander, 1950)
- A. (Limnophilaspis) ecalcarata (Edwards, 1933)